# August Tafelmacher
August Tafelmacher (Uelzen, 22 de julho de 1860 — Dessau, 4 de fevereiro de 1942) foi um matemático alemão.

## Publicações
- Zu dem dritten Gauss'schen Beweise des Reciprozitäts-Satzes für die quadratischen Reste gehörende Untersuchungen